# 武蔵野統括センター
武蔵野統括センター（むさしのとうかつセンター）は、東日本旅客鉄道（JR東日本）八王子支社の駅・運転士・車掌を所管する組織である。
2025年3月15日に立川営業統括センターの一部、武蔵野運輸区を統合して発足。

## 所管

### 駅
- 東所沢駅 - 所長所在駅
- 北府中駅★
- 新小平駅★
- 新秋津駅★
- 新座駅★
- 矢野口駅＊
- 稲城長沼駅＊
- 南多摩駅＊
- 府中本町駅
- 西府駅★

★: JR東日本ステーションサービスに業務委託　＊: JR中央線コミュニティデザインに業務委託

### 運輸
- 東所沢駅近傍に設置
- 担当線区（運転士）
  - 武蔵野線：府中本町駅〜西船橋駅間
  - 京葉線　：東京駅～西船橋駅間、西船橋駅～海浜幕張駅間
- 担当線区（車掌）
  - 武蔵野線：府中本町駅〜西船橋駅間
  - 京葉線　：東京駅～西船橋駅間、西船橋駅～海浜幕張駅間

## 歴史
- 2024年3月16日 - 東所沢電車区に、さいたま車掌区の武蔵野線一部行路を統合し、武蔵野運輸区発足。東所沢電車区を廃止する。
- 2025年3月15日 - 立川統括センターの一部（東所沢、府中本町の各駅）に、武蔵野運輸区を統合し武蔵野統括センター発足。武蔵野運輸区を廃止する。

| スタブアイコン | サブスタブ | この項目は、まだ閲覧者の調べものの参照としては役立たない、鉄道に関連した書きかけの項目です。この項目を加筆・訂正などしてくださる協力者を求めています（P:鉄道/PJ:鉄道）。 |